# Микропроцессорные средства и системы
«Микропроцессорные средства и системы» (МПСС) — первый в СССР массовый компьютерный журнал. Издавался в 1984—1990 годах. Периодичность выхода журнала изначально составляла четыре раза в год, но с 1985 года была увеличена до шести раз в год. В 1989 году тираж платной подписки превышал 100 тыс. экземпляров, в том числе свыше 10 тыс. зарубежных подписчиков. Главный редактор журнала — академик Андрей Петрович Ершов (1931—1988).

## История
Инициатором создания журнала микропроцессорной тематики, ориентированного на массовую аудиторию инженерно-технических работников стал академик А. П. Ершов (Новосибирск), один из ведущих в СССР специалистов в области теоретического программирования. Вместе с член-корром АН С. С. Лавровым (директор ИТА АН СССР) он добился решения об оргназации журнала. Титульным издателем был утверждён Госкомитет по науке и технике.
Своим заместителем Ершов пригласил редактора и организатора производственных процессов Станислава Михайловича Пеленова, ответственным секретарём — Г. Р. Громова (НИВЦ АН СССР, Москва). После кончины академика именно Пеленов возглавил журнал «Микропроцессорные средства и системы». Жизнь журнала была продолжена под руководством главного редактора Пеленова и при участии коллектива авторов в области информационных технологий. Впоследствии Пеленов организовал издательство «Информатика».
При журнале был организован постоянно действующий семинар с участием авторов докладов и сообщений конференций серии «Диалог» Комиссии по диалоговым системам автоматизации научных исследований Академии наук СССР. Семинары проходили 1—2 раза в месяц в Большом зале Политехнического музея центрального лектория общества «Знание», получив название «Микропроцессоры в Политехническом», регулярно собирая тысячную аудиторию специалистов Москвы и Подмосковья, а также со всего СССР. Редакция периодически проводила выездные заседания «лектория МПСС» в Обнинске, Дубне и других научных и промышленных центрах Подмосковья, а в последующие годы и за пределами столичного региона.
Начав с 7000 экземпляров в 1984 году, тираж журнала к 1989 году увеличился до более чем 100 000 экземпляров.